# Krug vtoroj
Krug vtoroj (in russo Круг второй?, "Il secondo cerchio") è un film drammatico del 1990 diretto da Aleksandr Sokurov, primo della cosiddetta "trilogia della morte e dell'inesistenza" che include Kamen (Pietra) del 1992 e Pagine sommesse del 1994.
Nel 1991 è stato presentato alla 20ª edizione dell'International Film Festival Rotterdam, aggiudicandosi il premio FIPRESCI.

## Trama
Nello spettrale paesaggio siberiano, un giovane uomo condivide lo squallido appartamento con il padre. A seguito della morte di quest'ultimo, costretto per alcuni giorni a tenere la salma in casa, ha l'opportunità di fare considerazioni sulla vita, la morte e la condizione umana. Alla fine riuscirà ad affrontare le difficoltà per dare al genitore una degna sepoltura.

## Distribuzione
Il film è stato presentato in anteprima l'11 settembre 1990 al Toronto Film Festival e in seguito è stato proiettato nel corso di altre manifestazioni cinematografiche.

### Date di uscita
- Canada - 11 settembre 1990 (Toronto Film Festival)
- Germania - 18 febbraio 1991 (Festival internazionale del cinema di Berlino)
- Paesi Bassi (De tweede cirkel) - 25 ottobre 1991
- Svezia - novembre 1991 (Festival del cinema di Stoccolma)
- USA (The Second Circle) - 2 gennaio 1992
- Ungheria (A második kör) - 13 novembre 1992
- Giappone - 12 novembre 1994
- Danimarca (Den anden kreds) - 18 novembre 1995
- Grecia (Defteros kyklos) - 22 novembre 1997 (Festival internazionale del cinema di Salonicco)
- Taiwan - 30 giugno 2005 (Taipei Film Festival)

## Critica
Il 2 gennaio 1992, Caryn James ha definito il film sul New York Times «un inflessibile, immaginifico, magistrale lavoro», aggiungendo: «L'approccio di Sokurov non è facile da reggere per 90 minuti. I risultati sono a volte più affascinanti intellettualmente e visivamente di quanto siano emotivamente efficaci, ma alla fine The Second Circle diventa un'esperienza profondamente triste e spassionata».
Il critico del Chicago Reader Jonathan Rosenbaum ha giudicato il film «un'esperienza non facile, ma intrigante e provocatoria», mentre Jeffrey M. Anderson di Combustible Celluloid scrive: «Lo schema monocromatico tendente al marrone manca della bellezza trascendente di film successivi di Sokurov e può essere impegnativo da affrontare, ma ha anche l'impronta di un maestro».

## Riconoscimenti
- 1991 - International Film Festival Rotterdam
  - Premio FIPRESCI per il miglior film
- 1991 - Festival del cinema di Stoccolma
  - Nomination Cavallo di bronzo per il miglior film